# Habitatge al carrer Rubió i Ors, 37 (Cornellà de Llobregat)
L'Habitatge al carrer Rubió i Ors, 37 és una obra noucentista de Cornellà de Llobregat (Baix Llobregat) inclosa a l'Inventari del Patrimoni Arquitectònic de Catalunya.

## Descripció
Originàriament es tractava d'un bloc de pisos de tres plantes a les quals s'hi va afegir un altre.
A nivell de la façana cada planta presenta quatre sortides a balcons, que pràcticament són tant llargs com l'amplada de la façana. A nivell decoratiu cal destacar l'ús de garlandes.
La part d'entrada, a la planta baixa, també ha estat reformada.

## Història
Data de la primera meitat del segle xx.